# Анн (гора)
Анн (англ. Mount Anne) — гора на острове Тасмания, расположена в национальном парке Саут-Уэст (англ. Southwest National Park — Юго-Западный парк). Этот парк включён в территорию, которая называется «Дикая природа Тасмании» и является объектом Всемирного наследия ЮНЕСКО. Высота горы Анн — 1423 м над уровнем моря (по другим данным, 1425 м), она является самой высокой горой в юго-западной части острова Тасмания.

## География

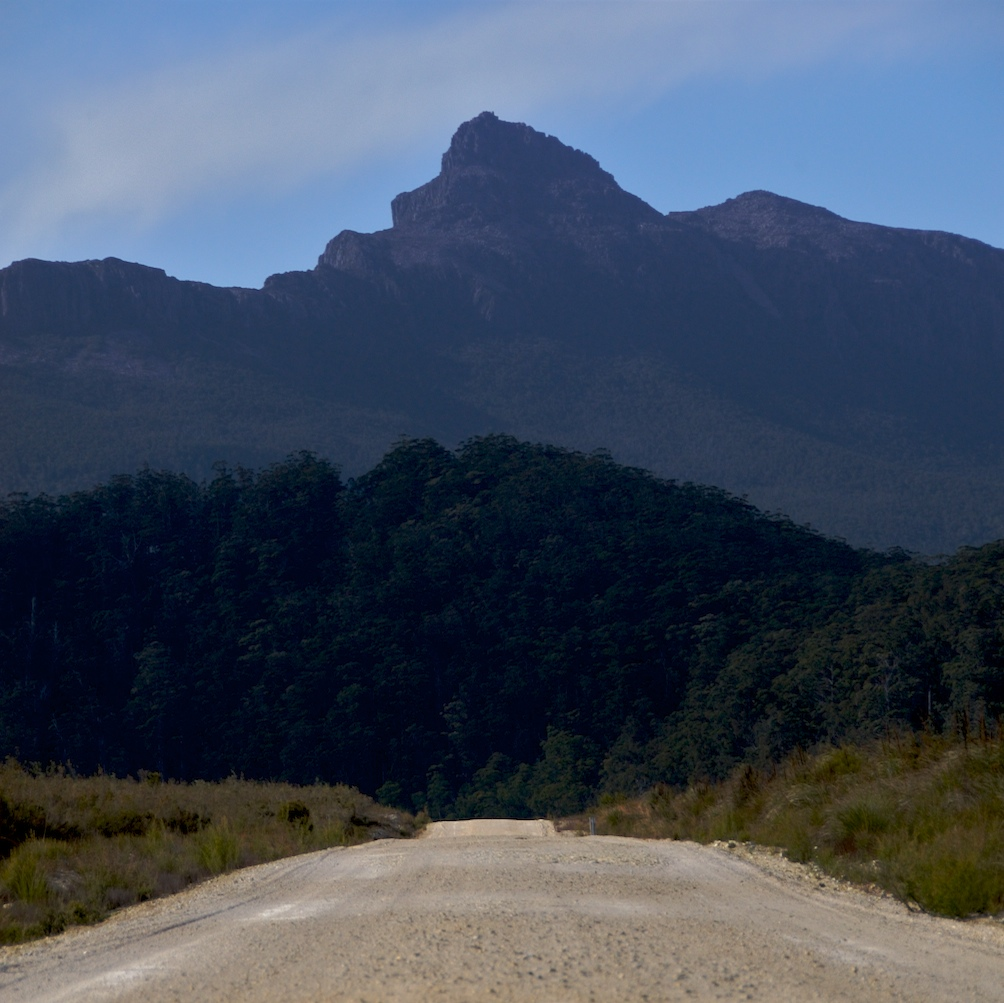
Вид с дороги на гору Анн

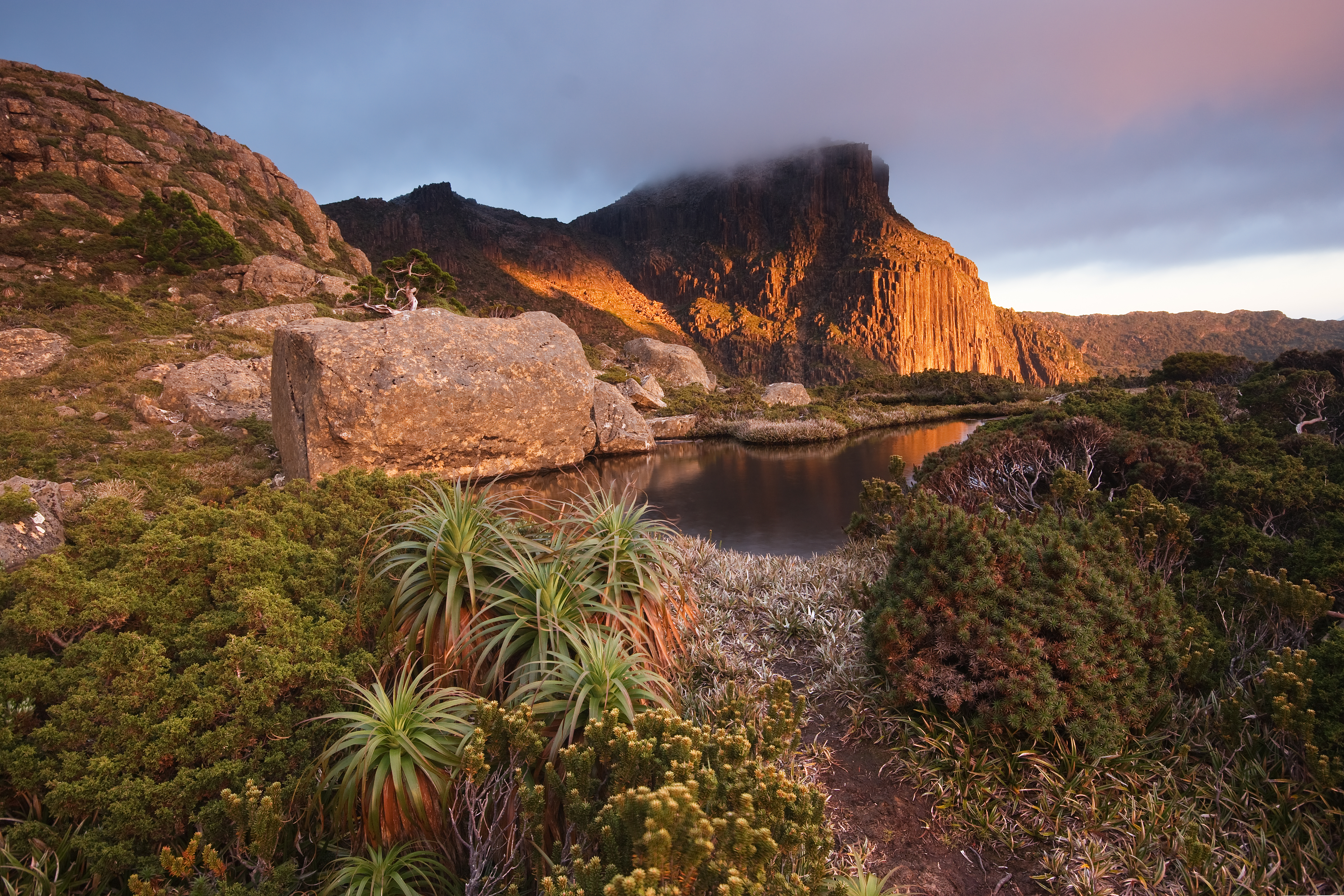
Вершина горы Анн в облаках: вид из лагеря на верхнем плато

Гора Анн находится в юго-западной части острова Тасмания, недалеко от юго-восточной оконечности озера Педдер. Она является самой высокой горой в национальном парке Саут-Уэст и во всей юго-западной части острова Тасмания.
До северной оконечности озера Педдер можно добраться по автодороге  Гордон-Ривер (Gordon River Road). Не доезжая озера, на юг отходит грунтовая дорога  Скотс-Пик-Дам (Scotts Peak Dam Road), по которой можно доехать до места, откуда начинается тропа к вершине горы Анн.

## История
Гора Анн была названа в 1835 году Джорджем Франклендом (George Frankland, 1800—1838), который был главным топографом Земли Ван-Димена (ныне Тасмании). Он назвал эту гору в честь своей жены Энн (Anne). После смерти Франкленда это название было подтверждено сменившим его на посту главного топографа Джеймсом Эрскином Колдером (James Erskine Calder, 1808—1882).
В 1880 году Генри Джадд (Henry Judd) достиг плато под вершиной горы Анн через долину реки Хьюон. Небольшое красивое озеро на южном склоне горы было названо его именем — озеро Джадд (англ. Lake Judd).
Считается, что первое восхождение на вершину горы Анн было совершено на Рождество 1929 года Джеффом Чепменом (Geoff Chapman) и Уолтером Крукэллом (Walter Crookall), членами туристского клуба Хобарта (англ. Hobart Walking Club).

## См. также

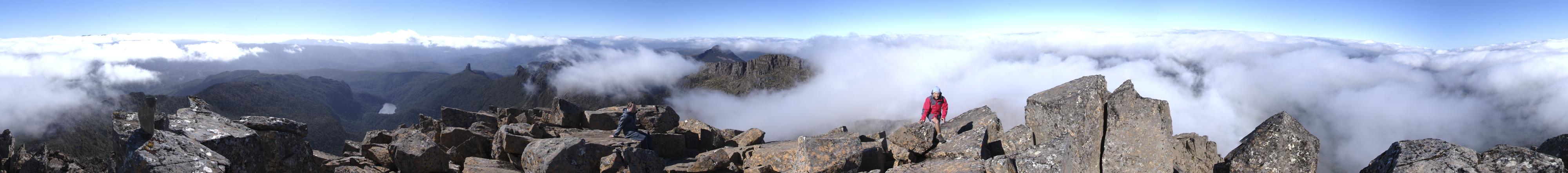
Круговая панорама с вершины горы Анн